# Ruth Fuchs
Ruth Fuchs z domu Gamm, później Hellmann (ur. 14 grudnia 1946 w Egeln, zm. 20 września 2023 w Jenie) – wschodnioniemiecka lekkoatletka, która specjalizowała się w rzucie oszczepem.
Trzykrotna uczestniczka igrzysk olimpijskich. W roku 1972 oraz 1976 stawała na najwyższym stopniu podium oraz jednocześnie ustalała nowe rekordy olimpijskie. W swoim ostatnim starcie na igrzyskach, w Moskwie w roku 1980, była ósma. Dwa razy w karierze sięgała po mistrzostwo Europy (Rzym 1974 oraz Praga 1978), a raz po brąz (Helsinki 1971). Wielokrotna mistrzyni Niemieckiej Republiki Demokratycznej. Sześciokrotnie poprawiała rekord świata, aż do wyniku 69,96 w 1980. Wynik ten jest rekordem życiowym oszczepniczki.
Po zakończeniu kariery zajęła się polityką. Po zjednoczeniu się Niemiec była, z ramienia partii PDS, posłanką do Bundestagu.